# Pterostemon mexicanus
Pterostemon mexicanus är en tvåhjärtbladig växtart som beskrevs av Schau.. Pterostemon mexicanus ingår i släktet Pterostemon och familjen Iteaceae. Inga underarter finns listade i Catalogue of Life.